# Дойче-Тайя
Дойче-Тайя (нем. Deutsche Thaya) — река в Австрии. Длина — 75 км. Площадь водосборного бассейна — 770 км². Среднегодовой расход воды — 4,4 м³/с.
Берёт начало в федеральной земле Нижняя Австрия на высоте 657 м над уровнем моря.
Имеет левый приток — Славоницки-Поток.